# Modern Sounds in Country and Western Music
Az 1962-es Modern Sounds in Country and Western Music Ray Charles nagylemeze. Charles korábbi munkáitól eltérően, az album country, folk, és Western music elemeket tartalmaz, a kor sikeres műfajainak (R&B, pop, dzsessz) elegyítésével.
A lemez gyorsan kritikai és kereskedelmi siker lett, ennek köszönhetően került be Ray Charles a mainstreambe. Négy listás kislemeznek köszönhetően felhívta magára a figyelmet a pop piacán, és R&B, valamint country rádióadók is sugározni kezdték dalait. Mind a lemez, mind első kislemeze, az I Can't Stop Loving You aranylemez lett 1962. július 19-én az Egyesült Államokban (félmillió eladott példány). Szerepel az 1001 lemez, amit hallanod kell, mielőtt meghalsz című könyvben.

## Az album dalai

### Eredeti LP
| 1. | Bye Bye Love                              | Felice és Boudleaux Bryant | 2:09 |
| 2. | You Don't Know Me                         | Eddy Arnold, Cindy Walker  | 3:14 |
| 3. | Half as Much                              | Walker                     | 3:24 |
| 4. | I Love You So Much It Hurts               | Floyd Tillman              | 3:33 |
| 5. | Just a Little Lovin' (Will Go a Long Way) | Arnold, Clements           | 3:26 |
| 6. | Born to Lose                              | Brown                      | 3:15 |

| 1. | Worried Mind               | Daffan, Jimmie Davis       | 2:54 |
| 2. | It Makes No Difference Now | Tillman, Davis             | 3:30 |
| 3. | You Win Again              | Hank Williams              | 3:29 |
| 4. | Careless Love              | tradicionális, Ray Charles | 3:56 |
| 5. | I Can't Stop Loving You    | Don Gibson                 | 4:13 |
| 6. | Hey, Good Lookin'          | H. Williams                | 2:10 |

### CD-kiadás
Az albumot 1988 októberében a Rhino CD formájában is megjelentette.
|     | Cím                                           | Szerző(k)                  | Hossz |
| --- | --------------------------------------------- | -------------------------- | ----- |
| 1.  | Bye Bye Love                                  | Felice és Boudleaux Bryant | 2:12  |
| 2.  | You Don't Know Me                             | Eddy Arnold, Cindy Walker  | 3:16  |
| 3.  | Half as Much                                  | Walker                     | 3:28  |
| 4.  | I Love You So Much It Hurts                   | Floyd Tillman              | 3:35  |
| 5.  | Just a Little Lovin' (Will Go a Long Way)     | Arnold, Clements           | 3:29  |
| 6.  | Born to Lose                                  | Brown                      | 3:18  |
| 7.  | Worried Mind                                  | Daffan, Jimmie Davis       | 2:57  |
| 8.  | It Makes No Difference Now                    | Tillman, Davis             | 3:36  |
| 9.  | You Win Again                                 | Hank Williams              | 3:31  |
| 10. | Careless Love                                 | tradicionális, Ray Charles | 4:01  |
| 11. | I Can't Stop Loving You                       | Don Gibson                 | 4:14  |
| 12. | Hey, Good Lookin'                             | H. Williams                | 2:14  |
| 13. | You Are My Sunshine                           | Davis, Charles Mitchell    | 3:01  |
| 14. | Here We Go Again                              | Lanier, Red Steagall       | 3:18  |
| 15. | That Lucky Old Sun (Just Rolls Around Heaven) | Haven Gillespie            | 4:21  |

## Helyezések
Album
| Év   | Lista                 | Helyezés      |
| ---- | --------------------- | ------------- |
| 1962 | U.S. Pop Albums chart | #1 (14 hétig) |

Kislemezek
| 1962                                               | Born to Lose            | 41 | — | — |
| 1962                                               | Careless Love           | 60 | — | — |
| 1962                                               | I Can't Stop Loving You | 1  | 1 | 1 |
| 1962                                               | You Don't Know Me       | 2  | 5 | 1 |
| a "—" a listára fel nem került kislemezeket jelöli |                         |    |   |   |

## Elismerések[3]
| Kiadvány                                | Ország         | Elismerés                                                | Év   | Helyezés |
| --------------------------------------- | -------------- | -------------------------------------------------------- | ---- | -------- |
| Blender                                 | United States  | The 100 Greatest American Albums of All time             | 2002 | 16       |
| Blender                                 | U.S.           | 500 CDs You Must Own Before You Die                      | 2003 | *        |
| CMT                                     | U.S.           | 40 Greatest Albums in Country Music                      | 2006 | 2        |
| Elvis Costello (Vanity Fair, 483. szám) | U.S.           | 500 Albums You Need                                      | 2005 | *        |
| Fast 'n' Bulbous                        | U.S.           | The Best Albums from 1949–64                             | 2005 | 85       |
| Greil Marcus                            | U.S.           | STRANDED: "Treasure Island" Albums                       | 1979 | *        |
| Pause & Play                            | U.S.           | Albums Inducted into a Time Capsule, One Album per Week  | 2008 | *        |
| The Recording Academy                   | U.S.           | Grammy Hall of Fame Albums and Songs                     | 1999 | *        |
| The Review (University of Delaware)     | U.S.           | 100 Greatest Albums of All Time                          | 2001 | 88       |
| Robert Dimery                           | U.S.           | 1001 lemez, amit hallanod kell, mielőtt meghalsz         | 2005 | *        |
| Rolling Stone                           | U.S.           | The Essential 200 Rock Records                           | 1997 | *        |
| Rolling Stone                           | U.S.           | Minden idők 500 legjobb albuma                           | 2003 | 104      |
| Stereophile                             | U.S.           | 40 Years of Stereophile: The 40 Essential Albums         | 2002 | *        |
| Time                                    | U.S.           | Top 100 Albums of All Time                               | 2006 | *        |
| VH1                                     | U.S.           | The 100 Greatest Albums of R 'N' R                       | 2001 | 97       |
| Various writers                         | U.S.           | Albums: 50 Years of Great Recordings                     | 2005 | *        |
| John Tobler                             | United Kingdom | 100 Great Albums of the Sixties                          | 1994 | *        |
| Paul Morley                             | U.K.           | Words and Music: 100 Greatest Albums of All Time         | 2003 | *        |
| Exposure                                | Canada         | 50 Greatest Albums not to make the Greatest Albums lists | 2005 | 10       |

## Közreműködők
- Ray Charles – zongora, ének
- Hank Crawford – altszaxofon
- Gil Fuller, Gerald Wilson – hangszerelés (nagyzenekar)
- Marty Paich – hangszerelés (vonósok)